# Septata intestinalis
Septata intestinalis — вид грибів, що належить до монотипового роду Septata.